# West Monkton
West Monkton è un villaggio con status di parrocchia civile nel Taunton Deane, in Inghilterra di 2 663 abitanti.